# Марсел Капел
Марсел Капел (фр. Marcel Capelle; Париз, 11. децембар 1904. — Еспалион, 8. фебруар 1996) био је професионални француски фудбалер који је играо у одбрани.

## Играчка каријера
- 1929–1933 : Париз
- 1933–1934 : Сете
- 1934–1935 : Сент Етјен
- 1935–1936 : Ремс